# ويليام تشانينغ ودبريدج
ويليام تشانينغ ودبردج (8 ديسمبر 1794 – 9 نوفمبر 1845)، جغرافي أمريكي ومصلح تربوي. ألَّف العديد من الكتب المدرسية في الجغرافيا.

## النشأة وعائلته
كان ويليام ودبريدج، والد ودربيدج، خريج جامعة ييل، وزير وداعية لتغيير التعليم في ولاية كونيتيكت، كتبَ كبار ودبريدج الكتب المدرسية في قواعد اللغة والإملاء، كان المعلم الأول من أكاديمية فليبس.كان يعمل مع ابنه على بعض المشاريع الأصغر سنا في وودبريدج. كانت والدته ان تشانينغ.
ولد وليام تشانينج ودبريدج في ميدفورد، ماساشوستس.سرعان ما انتقلت أسرته إلى ولاية كونيتيكت، حيث علماه والديه اللاتينية، اليونانية، الكيمياء والرياضيات. طوال حياته عانى من ما كان يسمى ملك الجان، الذي اليوم يسمى بالسل

## شهادة جامعة ييل

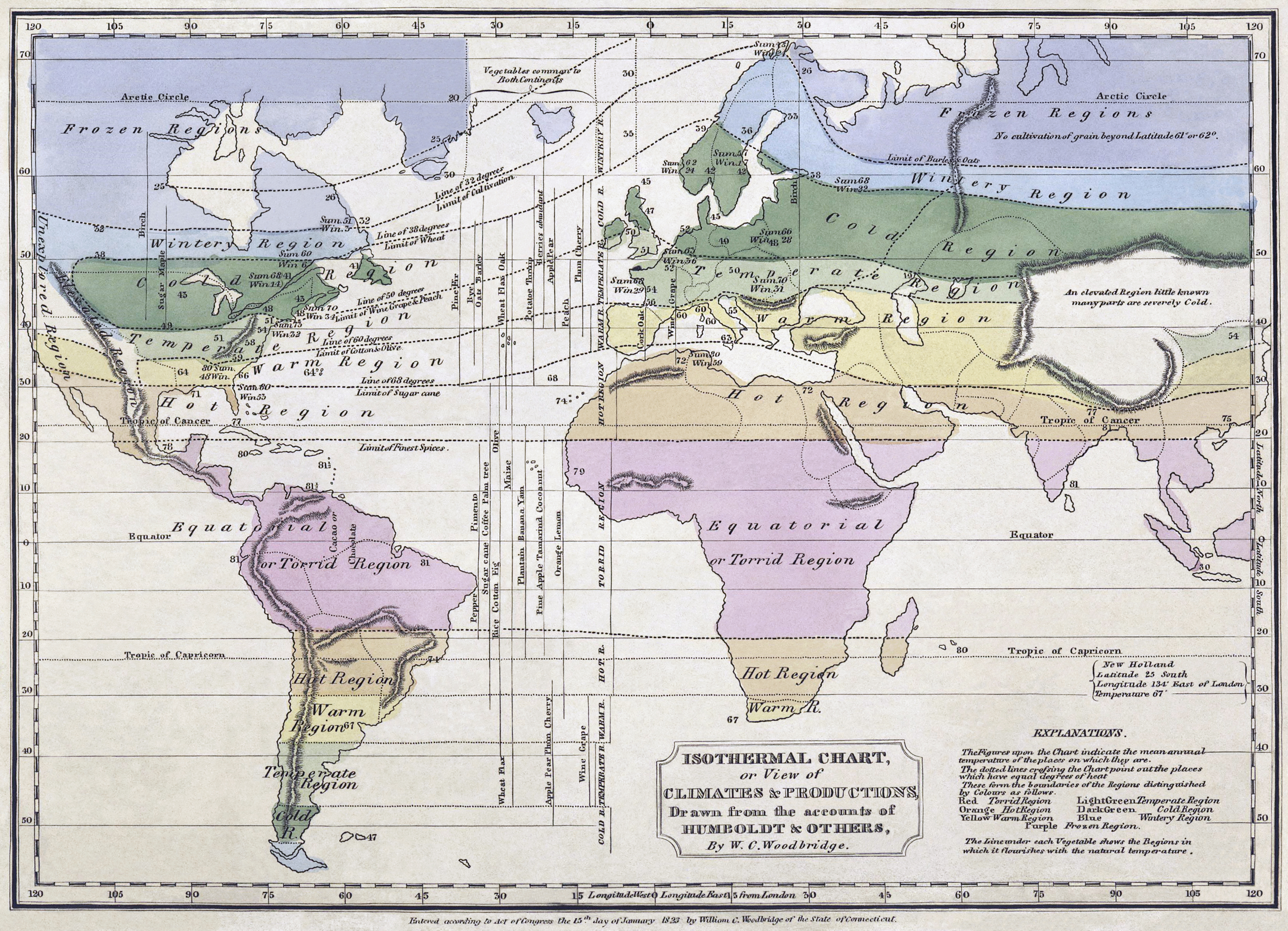
مخطط متساوي الحرارة في العالم 1823 صممه ودبريدج باستخدام أعمال ألكسندر فون هومبولت

في يونيو سنة 1808 التحق ودبريدج بجامعة ييل وكان أصغر شخص في السنة الدراسية الأولى. وكان مصدر الهامة رئيس جامعة ييل آنذاك تيموثي دوايت الرابع. اهتم ودبريدج بالمناظر الطبيعية الأمريكية ونشر الأماكن الجغرافية على حد سواء. كان ودبريدج الابن الحقيقي للمتنورين، مؤمناً بأهمية العقل والتأمل. مع ذلك ظل مسيحيًا إنجيليًا ملتزمًا وبقى من الملتزمين بالانجيلية المسيحية.رفض ودبريدج الأفكار التوحيدية التي أثرت على الكثير من أصدقائه وأقاربه. كان يؤمن بشدة العلوم، لكنه كان على يقين من أن هذه المعرفة في العالم المادي يمكن أن تؤدي بالناس إلى القرب من الله وإلى الأخلاق ثابتة متزنة. وكان يؤمن بالوحدة الأساسية لجميع البشر. بعد مناقشة أماكن مختلف الأجناس البشرية، له إصدار عام 1830 من  أساسيات الجغرافيا.